# 2010: Odissea due
2010: Odissea due (2010: Odyssey Two) è un romanzo di fantascienza del 1982 di Arthur C. Clarke, seguito di 2001: Odissea nello spazio (1968) e secondo libro della serie omonima.
Clarke scrisse molti anni dopo il secondo romanzo per vari motivi; anzitutto nel 1979 le sonde Voyager 1 e Voyager 2 avevano inviato i primi dati dei satelliti di Giove, e Clarke poté così avere informazioni nuove su Giove e i suoi satelliti, scenario del romanzo. La volontà di proseguire e spiegare il significato dell'enigmatico monolito nero rappresenta il secondo motivo, non meno importante del primo.
Nel 1984 dal libro è stato tratto il film 2010 - L'anno del contatto, sceneggiato e diretto da Peter Hyams.

## Trama
La vicenda di 2001 si chiude con il viaggio dell'astronauta David Bowman nell'Infinito; Odissea due riparte dal personaggio di Heywood Floyd, visto nel libro precedente, il quale è divenuto rettore dell'università delle isole Hawaii.
Dalla Terra si è rilevato che il relitto della Discovery, da nove anni orbitante attorno ad Io, luna di Giove, ha iniziato a percorrere una traiettoria instabile, che la porterà inevitabilmente a precipitare sulla superficie del satellite. A seguito di ciò gli Stati Uniti hanno iniziato la costruzione di una nuova astronave per il recupero del relitto e soprattutto dei dati della missione, ma il tempo è insufficiente. Si accetta così la collaborazione con l'Unione Sovietica, già pronta con la nave Leonov.
La nuova missione russo-americana ha l'intento di risolvere il mistero delle cause del fallimento della missione Discovery, con la disattivazione da parte del comandante Bowman di HAL 9000, il supercomputer di bordo che aveva causato la morte del resto dell'equipaggio (la situazione di Bowman è sconosciuta e lo si ritiene morto), e intende inoltre studiare l'enorme monolito nero orbitante attorno a Giove, identico, tranne nelle dimensioni, a quello trovato nel sottosuolo lunare nel 1999.
L'equipaggio è formato dal capitano Tatiana Orlova, l'astronomo Vasili Orlov (marito di Tatiana), gli ingegneri Maxim Brailovsky, Alexander Kovalev e Nikolai Ternovsky, le dottoresse Katerina Rudenko e Irina Yakunina (quest'ultima poi non partirà per un incidente in deltaplano, e sarà sostituita dalla giovane Zenia Marcenko). I membri americani, oltre a Floyd, sono l'ingegnere specialista dei sistemi Walter Curnow e l'ingegnere informatico Sivasubramanian Chandrasegarampillai, detto Chandra, creatore e istruttore di HAL 9000. Costoro, non indispensabili per l'avvicinamento, viaggeranno in stato di ibernazione.
Giunta nel sistema gioviano, la Leonov scopre di essere stata preceduta dalla spedizione cinese Tsien, con un fine analogo, di primato e di prestigio tra le superpotenze. Per ricavare propellente i cinesi hanno fatto tappa sul satellite Europa, ma dal ghiaccio che ricopre la luna gioviana è fuoriuscita una creatura aliena, attirata dalla luce della Tsien, che ha distrutto l'astronave, provocando la morte del suo equipaggio.
Nel frattempo dal monolito di Giove (ribattezzato dall'equipaggio della Leonov "Grande Fratello") esce una sfera di energia che si dirige verso la Terra: si scoprirá essere l'astronauta David Bowman, evolutosi allo stato di spirito incorporeo, che viene usato dai costruttori dei vari monoliti per studiare la vita terrestre. Durante la sua permanenza sul pianeta Bowman appare al cospetto della sua prima fidanzata, Betty Schultz, e di sua madre, ricoverata da tempo in ospedale, che muore felice per averlo finalmente rivisto. In seguito Bowman visita le varie lune di Giove e il pianeta stesso, scoprendo varie forme di vita.
Nel frattempo l'equipaggio della Leonov si attracca alla Discovery e gli scienziati si mettono al lavoro per potere rendere nuovamente funzionante la nave americana per riportarla sulla Terra e per potere capire perché HAL uccise il precedente equipaggio. Nel frattempo il "Grande Fratello" rimane fermo al proprio posto, causando l'ira del dottor Floyd, che si chiede perché mai sia arrivato fin lì se doveva vedere solo un oggetto immobile.
Tuttavia le sorprese non mancano: Floyd riceve dei messaggi, inizialmente da un mittente sconosciuto, che gli consigliano di andarsene presto dall'orbita di Giove. Si scopre che questi messaggi sono inviati, con grande stupore di Floyd e degli altri membri dell'equipaggio, che stentano a credergli, da David Bowman stesso.
Floyd quindi propone di usare la Discovery come motore ausiliario della Leonov per avere abbastanza energia per tornare sulla Terra, ma Tatiana è riluttante poiché non crede nell'incontro tra Heywood e David.
Improvvisamente però il "Grande Fratello" scompare, e ciò spinge il capitano Orlova ad attuare il piano di emergenza.
Mentre la Leonov e la Discovery fuggono dall'orbita di Giove l'attenzione di tutto l'equipaggio viene attirata dalla comparsa sulla superficie di Giove di una macchia nera che cresce in maniera esponenziale: essa è formata da innumerevoli monoliti che si moltiplicano e aspirano i gas del pianeta.
Appena dopo che la Leonov riesce a fuggire dal campo gravitazionale di Giove, lasciandosi dietro la Discovery e HAL 9000, il pianeta collassa, esplode e si trasforma in una stella: diventa quindi Lucifero, la seconda stella del sistema solare. Conseguenza dell'esplosione sarà la distruzione della Discovery e di HAL 9000, che invierà, per volere di Bowman, un solo messaggio alla Terra, prima di diventare un'entità incorporea come David:
Grazie alla presenza della nuova stella, che scioglie i ghiacci, la vita su Europa può evolversi: il romanzo infatti si chiude con il capitolo 20001 (ventimilauno), anno in cui gli abitanti di Europa, osservando gli altri pianeti, ora satelliti di Lucifero (ex Giove) e il sistema solare, ipotizzano l'esistenza di altre forma di vita su altri pianeti, presenza confermata da continue luci presenti nel cielo e dalla caduta di pezzi di ferro sul loro neo-pianeta, venerati come il grande monolito nero che sta al centro tra la parte non illuminata del pianeta e la parte illuminata e che, un giorno, permetterà agli abitanti di Europa di evolversi.

## Perché HAL 9000 uccise i membri della prima spedizione
Il motivo del malfunzionamento di HAL era stato esposto a grandi linee nel romanzo originale, 2001, nel paragrafo Necessità di sapere, del IV capitolo L'abisso; la spiegazione è, tuttavia, assente nel film di Stanley Kubrick. Il tema è ripreso da Clarke tramite il personaggio del dott. Chandra.
Programmata da tempo come una semplice missione esplorativa del sistema gioviano, la missione Discovery subisce un mutamento di programma all'insaputa dei due astronauti non ibernati, Bowman e Poole. Solo il computer HAL 9000 e l'equipaggio ibernato erano a conoscenza del ritrovamento del Monolito sulla Luna e del segnale che esso aveva inviato verso Giove, ma al computer era stato ordinato di tenere questa informazione nascosta ai due astronauti. Il conflitto tra conoscenza e necessità di omissione delle informazioni è tale da impedire ad HAL un corretto funzionamento: vengono così interrotte le comunicazioni con la Terra anche in assenza di guasti reali ai sistemi di trasmissione. Successivamente HAL, temendo per la sua incolumità di fronte al sospetto dei due astronauti (nessun calcolatore HAL aveva mai commesso errori) ed essendo in grado di espletare la missione anche senza equipaggio opta per il sacrificio degli occupanti.

## Differenze da2001 Odissea nello spazio
Nel romanzo precedente, diversamente dal film omonimo di Stanley Kubrick, la parte finale si svolge nell'orbita di Saturno e non di Giove. Clarke stesso segnala nella prefazione la differenza dal precedente romanzo. All'epoca della stesura di 2001 lo scrittore - che ha sempre considerato Saturno come pianeta di maggior fascino - differenziò il romanzo dal film su questo aspetto della trama. Nel sequel, invece, ambienta il cuore dell'azione attorno a Giove. Questo fa sì che il romanzo in oggetto appaia più la continuazione del film 2001: Odissea nello spazio che non del romanzo, come Clarke stesso fa notare nella suddetta prefazione.

## Citazioni dei nomi degli scienziati
Arthur C. Clarke riconferma la propria imparzialità ideologica a vantaggio di una fede nella Scienza, citando il nome di Qian Xuesen, il padre della missilistica e astronautica cinese, il quale negli anni 'Quaranta del 'Novecento studiò ingegneria aerospaziale negli Stati Uniti e da lì fu bandito durante il maccartismo. L'astronave Leonov si avvarrebbe di una propulsione chiamata in nome del fisico e dissidente sovietico Andrei Sacharov.
Nell'Unione Sovietica il romanzo fu pubblicato a puntate nel febbraio 1984 su una rivista mensile Technika Molodëži, fino a quando le autorità si accorsero delle omonimie con dei famosi dissidenti perseguitati dal regime, alcuni di essi internati nei campi di lavoro, optando così per la chiusura della pubblicazione nel numero successivo con un riassunto epilogativo.
Nel precedente 2001 il Monolito gioviano viene battezzato da Bowman  Grande Fratello per la somiglianza con quello lunare. I sovietici, evitando allusioni ideologiche con l'omonimo orwelliano, lo chiamano asetticamente zagadka, l'Enigma.

## Altri romanzi del ciclo Odissea nello spazio
- 2001: Odissea nello spazio
- 2061: Odissea tre
- 3001: Odissea finale

## Edizioni
- Arthur C. Clarke, 2010: Odyssey Two, 1982.
- Arthur C. Clarke, 2010: Odissea due, traduzione di Bruno Oddera, Rizzoli, 1983,  p. 277.